# Konrad Friedrich Uden
Konrad Friedrich Uden (auch Conrad Friedrich Uden; * 1754 in Stendal, Provinz Brandenburg; † 1823) war ein deutscher Mediziner.

## Leben
Uden studierte in Halle und Berlin Medizin und promovierte 1776 in Halle zum Dr. med.
1786 ging Uden nach Russland, wo er 1808 den Lehrstuhl für Pathologie, Therapie in St. Petersburg erhielt. 

## Schriften
- Johann Christoph Unzer, Konrad Friedrich Uden: Diätetik der Schwangern und Säugenden. Braunschweig Schulbuchhandlung, 1796.
- Konrad Friedrich Uden: Medizinische Politik. 1783.